# Copeptine
La copeptine est un peptide qui fait partie de la pré-pro-hormone constituée de la vasopressine (AVP = hormone antidiurétique = ADH), de la neurophysine II et de la copeptine.
Ce peptide, synthétisé au niveau de l'hypothalamus et relargué par la neurohypophyse en même temps que la vasopressine et en quantités équimolaires, peut être dosé immunologiquement comme un marqueur à la vasopressine. En effet, le dosage de la vasopressine est assez peu utilisé cliniquement à cause des nombreuses difficultés que présente son dosage immunologique : demi-vie très courte et molécule de petite taille.
Le dosage de la copeptine présente donc des intérêts cliniques en relation avec les multiples fonctions cardio-vasculaires et rénales de la vasopressine. Ainsi, des travaux ont montré son intérêt dans l'infarctus du myocarde, le choc cardiogénique, l'insuffisance cardiaque et l'accident vasculaire-cérébral.

## Synthèse, stockage et sécrétion
La copeptine, dont le nom scientifique est CT-proAVP (C terminal portion of provasopressin), est un peptide de 39 acides aminés. Elle est synthétisée principalement au niveau de l’hypothalamus dans les neurones para-ventriculaires et du nucleus supra-optique. Au cours du transport dans les axones, la pré-pro-AVP sera clivée en vasopressine, neurophysine II et copeptine. Ces molécules sont alors stockées dans des granules de sécrétion au niveau de la post-hypophyse et seront libérées sous l’action de stimuli hémodynamiques et de pression osmotique.

## Rôle biologique
Une fois sécrétée, aucun rôle biologique n’est connu à l’heure actuelle pour la copeptine. Elle semble participer au bon repliement tridimensionnel de la vasopressine au cours du transport axonal lorsque la pré-pro-vasopressine est clivée. L’absence de rôle biologique, la taille (et probablement la demi-vie biologique de la copeptine plus longue que celle de la vasopressine, bien qu'elle n'ait pas été mesurée) rendent son dosage immunologique plus aisé que celui de la vasopressine et permettent l’utilisation de ce marqueur biologique à visée clinique,.

## Intérêts cliniques du dosage de la copeptine
Il a été montré qu’il existait un rapport stœchiométrique entre les taux de vasopressine dans le sérum et les taux de copeptine faisant ainsi de la copeptine un bon substitut au dosage de la vasopressine. L’intérêt du dosage de la copeptine découle donc des nombreuses voies biologiques où la vasopressine est impliquée.

### Copeptine dans la circulation sanguine
La concentration de copeptine dans la circulation sanguine chez des sujets sains varie de 1 à 12 pmol/L. Les hommes montrent des concentrations de copeptine significativement supérieures à celles des femmes comme cela avait été déjà rapporté pour la vasopressine. Les concentrations de copeptine ne sont pas influencées par l’âge. Lors de variations de l’osmolalité plasmatique, la cinétique de la copeptine (augmentation / diminution) est similaire à celle de la vasopressine,. Les patients souffrant de diabète insipide avec de faible taux de vasopressine montrent de très faibles concentrations plasmatiques de copeptine. Les patients souffrant d’hyponatrémie et du syndrome de sécrétion inappropriée d'hormone antidiurétique ont quant à eux des taux élevés de copeptine.

### Copeptine et infarctus du myocarde
La copeptine est libérée très précocement lors d’un infarctus du myocarde (IDM),, posant la question de son intérêt dans le diagnostic de l’IDM et particulièrement dans son exclusion,,. En effet, la cinétique de libération de la copeptine est beaucoup plus précoce que celle de la troponine, faisant de l’interprétation de ces cinétiques complémentaires un outil performant pour exclure le diagnostic d’IDM,.
Ainsi le dosage de copeptine associé à celui de  la troponine (hypersensible ou non) permet d’exclure le diagnostic d’IDM dès l’admission aux urgences avec une valeur prédictive négative variant de 95 % à 100 %,,,,,. Cependant son taux se normalise aussi très rapidement, en 12 à 36 h, ce qui en limite son intérêt en cas de prise en charge retardée.

### Copeptine et arrêt cardiaque
Les fortes concentrations de vasopressine lors de la réanimation cardiopulmonaire de l'arrêt cardiaque ont été décrites à de nombreuses reprises,. Il a été montré que la cinétique de la copeptine était similaire à celle de la vasopressine dans ce contexte.

### Copeptine et insuffisance cardiaque
Le rôle pronostique de la vasopressine dans l’insuffisance cardiaque est connu depuis les années 1990, les patients ayant de forts taux de vasopressine présentant un mauvais pronostic,. Un rôle équivalent a également été montré en ce qui concerne la concentration de copeptine sérique chez les patients souffrant d’insuffisance cardiaque,,,.

### Copeptine et accident vasculaire cérébral
Récemment, des travaux ont rapporté une association entre taux de copeptine et accident vasculaire cérébral (AVC) où la concentration de copeptine sérique est associée à la gravité de l’AVC (définie par le score du National Institutes of Health Stroke Scale), la taille de la lésion et la mortalité.